# Uppsala öd

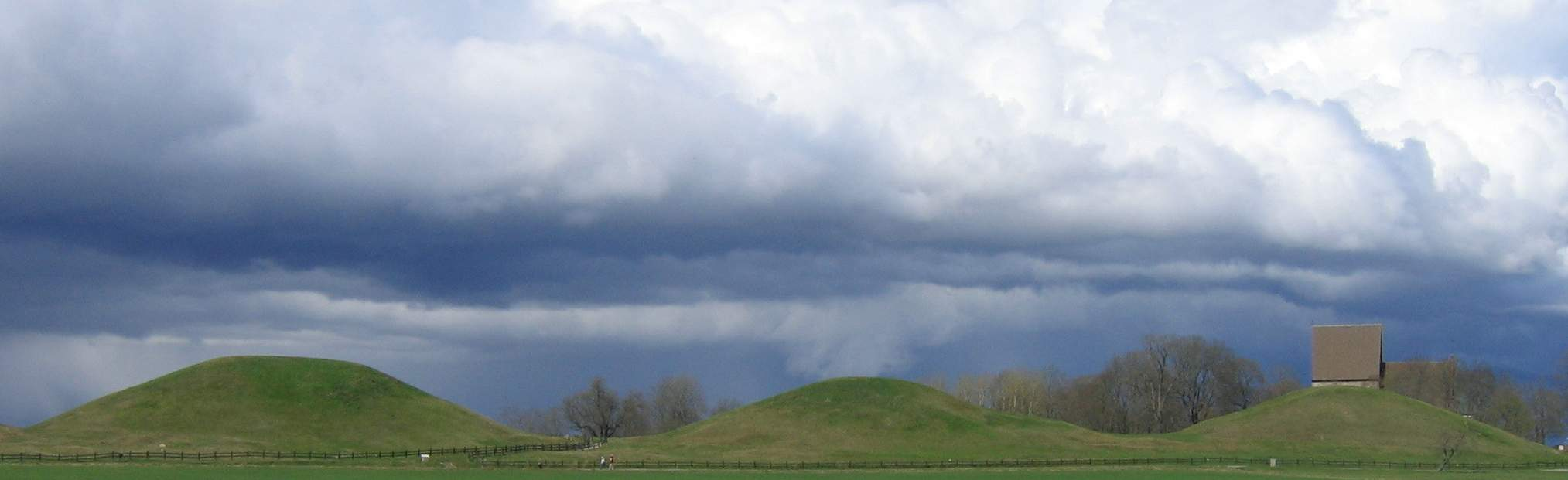
Uppsala era el centro de Uppsala öd a quien le debe el nombre.

Uppsala öd (nórdico antiguo: Uppsala auðr o Uppsala øðr; Dominio de Uppsala o Riqueza de Uppsala) era el nombre dado a una red de territorios propiedad de la corona de Suecia en la Edad Media. Su propósito era financiar al rey sueco, originalmente el «rey de Uppsala», y apoyar al rey y a su séquito mientras viajaban por el reino. Había una plaza de estas características en la mayoría de hundreds y se les llamaba coloquialmente Husaby. Husaby era el hogar del recaudador de impuestos real y donde este recibía de los hundreds los impuestos derivados en forma de bienes. Estas plazas eran más comunes en Svealand.
Su origen es prehistórico y desconocido, pero según la tradición documentada por el escaldo islandés Snorri Sturluson, su nacimiento se debe a un obsequio del mismo dios Freyr al templo de Uppsala que él mismo fundó.

Freyr reisti at Uppsölum hof mikit, ok setti þar höfuðstað sinn; lagði þar til allar skyldir sínar, lönd ok lausa aura; þá hófst Uppsala auðr, ok hefir haldist æ síðan.
Frey construyó un gran templo en Upsal, hizo de él su trono, y ofreció todos sus tributos, su tierra, y bienes. Entonces comenzó el dominio de Upsal, que desde entonces permanece.

Se estableció en las leyes medievales suecas que Uppsala öd mantendría la institución real intacta y sin perder ninguna propiedad. Se desconoce la extensión total de Uppsala öd, pero las plazas se enumeran en la ley de Hälsingland y más reciente Västgötalagen. No obstante en el siglo XIII, el sistema quedó obsoleto para el rey y muchas de esas plazas pasaron a manos de la nobleza y la iglesia, ignorando las leyes que prohibían la disminución de la propiedad. Una posible razón fue que los súbditos iniciaron el pago de sus impuestos en metálico, en lugar de los acostumbrados bienes. 

## Selección de plazas que pertenecían a Uppsala öd
- Gamla Uppsala
- Husby en Vendel
- Fornsigtuna
- Husaby
- Ränninge en Fogdö
- Hovgården en Adelsö